# Szubienice
Szubienice – wieś w Polsce położona w województwie łódzkim, w powiecie bełchatowskim, w gminie Szczerców. Miejscowość wchodzi w skład sołectwa Podżar.
W latach 1975–1998 miejscowość położona była w województwie piotrkowskim. Na terenie wsi znajduje się cmentarz wojskowy z czasów I i II wojny światowej. Na terenie cmentarza pochowani są żołnierze rosyjscy i austro-węgierscy z czasów I wojny światowej oraz żołnierze polscy (1939) i radzieccy (1945). W roku 1998 ekshumowano z cmentarza i przeniesiono do Niemiec szczątki 770 żołnierzy Wehrmachtu poległych w 1945 roku.